# Brian Greenhalgh
Brian Arthur Greenhalgh (sinh ngày 20 tháng 2 năm 1947) là một cựu cầu thủ bóng đá người Anh sinh ra ở Chesterfield, Derbyshire, từng thi đấu ở vị trí tiền đạo tại Football League cho Preston North End, Aston Villa, Leicester City, Huddersfield Town, Cambridge United, Bournemouth, Torquay United và Watford trong các thập niên 1960 và 1970.
Mặc dù đã giải nghệ, Brian hiện tại là trinh sát viên bán thời gian cho Newcastle United, và đã trinh sát ở Everton, Watford và Aston Villa. Sau khi rời Watford ông chơi bóng đá non-league cho Dartford, Wealdstone và nhiều câu lạc bộ non-league khác.